# Stenhomalus wakejimaorum
Stenhomalus wakejimaorum là một loài bọ cánh cứng trong họ Cerambycidae.